# Герб Малмыжа
Герб города Малмыжа — опознавательно-правовой знак, составленный и употребляемый в соответствии с правилами геральдики, служащий символом города Малмыж, составляющего Малмыжское городское поселение Малмыжского района Кировской области Российской Федерации.

## Описание герба
Описание герба:
В серебряном поле летящий чёрный ястреб с простёртым и распростёртым крыльями, с червлёными глазами, золотыми клювом и лапами. В вольной части — герб Кировской области.

## Обоснование символики
Обоснование символики герба:
Устанавливается герб, в основе которого лежит исторический герб города Малмыжа, высочайше утверждённый 28 мая 1781 года императрицей Екатериной II.

## История создания
- 3 июля 2012 — герб города утверждён решением Малмыжской городской Думы[2].
- Герб города Малмыжа включён в Государственный геральдический регистр Российской Федерации под № 7862[1].

## Исторический герб

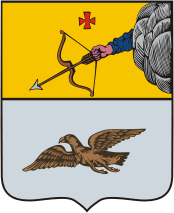
Герб Малмыжа
(1781 год)

11 (22) сентября 1780 года именным указом императрицы Екатерины II было образовано Вятское наместничество с центром в городе Хлынове, переименованном в Вятку. В 1781 году правящий должность герольдмейстера, действительный статский советник А. А. Волков представил гербы городов наместничества на Высочайшее утверждение. Исторический герб Малмыжа был Высочайше утверждён 28 мая (8 июня) 1781 года императрицей Екатериной II вместе с другими гербами городов Вятского наместничества.

Описание герба гласило:
В верхней части щита герб Вятский, в нижней части в серебряном поле летящая птица, называемая ястреб, каковых в окрестностях сего города очень много.